# Psittacella modesta
Psittacella modesta là một loài chim trong họ Psittacidae.